# Картофель по-улановски
Картофель по-улановски (укр. Картопля по-уланівськи) — блюдо из картофеля с чесночным соусом, которое в 1947 году придумала украинский повар Глафира Дорош из села Уланов Винницкой области.

## История
Глафира Дорош работала поваром в местном кафе «Українка». Как-то в заведении готовили картофель, фаршированный мясом. Остались мелкие картофелины, которые Глафира Васильевна решила приготовить для поварих, порезала и бросила их в котел с маслом, где готовилось основное блюдо. Рядом стояла чесночная подливка к пирожкам с горохом, и повар полила ею картофель. Так в меню кафе появилось новое блюдо. Порция стоила всего 6 копеек.
Блюдо так бы и осталось изюминкой маленького сельского кафе, если бы не приезд в Винницкую область московского журналиста газеты «Известия» в начале 1960-х. Важного гостя пригласили в образцовый колхоз-миллионер «Дружба» в Уланове, где он попал в столовую. Его угощала Глафира Дорош: домашняя колбаса, ветчина, жареные куры, карпы фаршированные рисом с изюмом, молочные поросята, кровянка и, конечно, картофель по-улановски. Угощение стало самым ярким воспоминанием поездки журналиста в Украину. В «Известиях» вышел материал, посвященный улановскому картофелю.
Письма с просьбой поделиться рецептом стали приходить Глафире Васильевне со всего Советского Союза. В Уланов началось настоящее паломничество. Ехали журналисты из украинских и всесоюзных изданий: «Труд», «Крестьянка», «Комсомольская правда». Блюдо стали готовить в советских ресторанах. Позже картошка по-улановски появилась в меню ресторанов России, Америки, Канады, Израиля, Германии.
11 ноября 1965 года Глафире Дорош в Москве вручили орден Трудового Красного Знамени. За день до этого события сельский повар в одном из столичных ресторанов при журналистах приготовила своё знаменитое блюдо.
Глафира Васильевна Дорош — единственный орденоносец СССР, получившая награду за кулинарное изобретение.
С 1966 года Глафира Васильевна — депутат Винницкого областного Совета народных депутатов.
В селе Уланов был открыт мини-музей Глафиры Васильевны Дорош, а 21 августа 2021 года проведён фестиваль «Картофель по-улановски».

## Приготовление
Картофель почистить от кожуры. Клубни небольшого размера оставить целыми, крупные можно разрезать на две-четыре части. Положить в чугунную посуду в раскалённое подсолнечное масло. Масло должно полностью или почти полностью покрывать картошку.
Вынуть, когда картофель станет золотистым: он должен быть мягким внутри и хрустящим снаружи. Подождать пару минут, чтобы он чуть остыл, и приправить чесночным соусом, который состоит из большого количества чеснока, перетёртого с солью и залитого несколькими ложками подсолнечного масла.